# 台湾银行大楼 (上海)

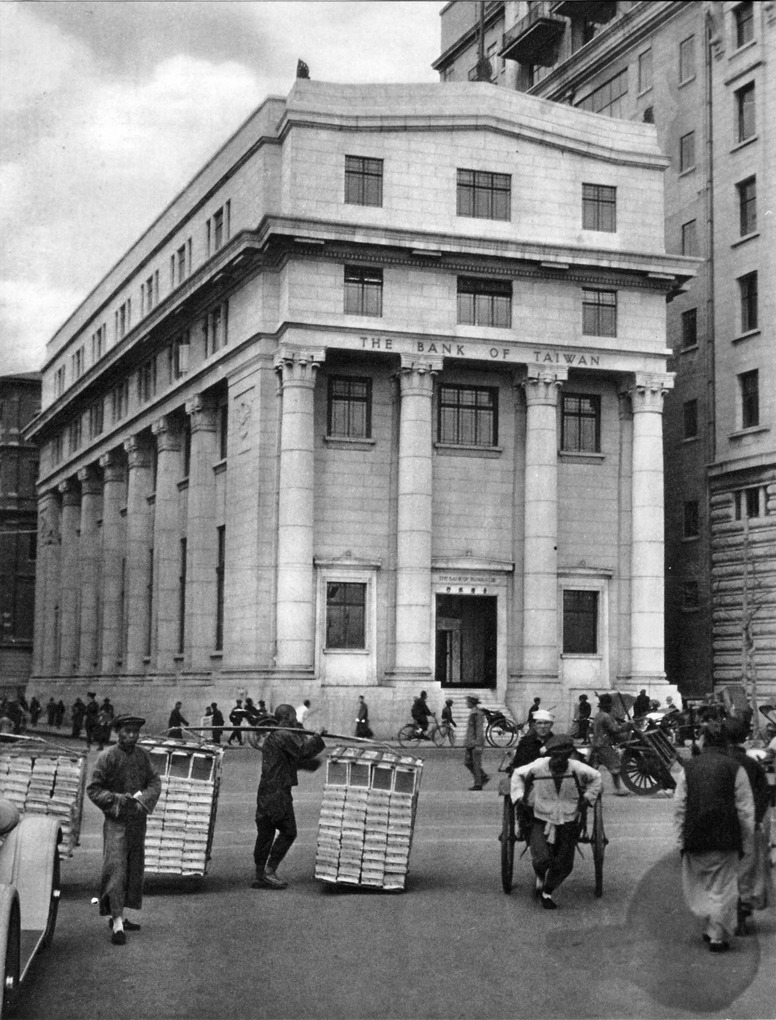
台湾银行大楼旧照

台湾银行大楼又称中国农民银行大楼或工艺大楼，是一幢位于上海外滩16号的具有日本近代西洋风格的历史建筑。其处于九江路、中山东一路口，南邻上海华俄道胜银行大楼，北邻字林大楼，最初是台湾日治時期臺灣銀行在上海建造的办公大楼。台湾银行大楼在1924年开始建造，由德和洋行设计，项茂记营造厂承建，1927年建成。1994年，大楼入选第二批上海市优秀历史建筑。现在由招商银行外滩支行使用。

## 历史
大楼所在地原是一幢由玛礼逊洋行设计的东印度式假4层砖木房屋，为汇丰银行所拥有。日资台湾银行1911年在上海设立分行后曾长期租用此楼办公。之后，银行将大楼买下。因旧楼山墙不够牢固，不具备作为银行办公楼使用的条件，故于1924年拆除旧楼，建造新楼。1945年，日本投降，中国农民银行入驻大楼。1949年5月，中国人民解放军上海市军事管制委员会接管农民银行，并于之后更名为工艺大楼。招商银行入驻前，市工艺品进出口公司曾在此办公。

## 建筑特色
台湾银行大楼共4层，占地969平方米，建筑面积4,008平方米。大楼为钢筋混凝土结构，有日本近代西洋式风格，但同时又广泛的吸取了世界各国建筑的长处。在大楼的东立面配有四根爱奥尼式圆柱，颇有古典主义建筑的特征。虽然这些柱子与希腊神庙相比略微简朴，如柱头应有的“发卷”的曲线涡卷被直线勾勒的回纹图案所替代，但这一希腊神庙式的建筑风格在外滩却算得上是独一无二的。此外，其它三面每面都还有一排方壁柱。
整幢建筑有种下大上小的感觉，是因为建筑原高三层，后夹层为4层。三层、四层的层高要远小于一二层，窗框基本为平拱形。

## 台灣銀行購回大樓的討論
2016年2月1日，台灣銀行上海代表處掛牌營運，曾有記者訪問時任台銀上海首席代表顏圭田是否有意「好好奮鬥，把那個舊址拿回來」？顏則回應：「這個（目前）不是我們能力所及，這個我們盡力啦，有期待啦！」